# 18883 Domegge
A 18883 Domegge (ideiglenes jelöléssel 1999 YT8) a Naprendszer kisbolygóövében található aszteroida. Mark Abraham és Gina Fedon fedezte fel 1999. december 31-én.
A bolygót Domegge di Cadore olasz településről nevezték el.

## Kapcsolódó szócikk
- Kisbolygók listája (18501–19000)